# Mixibius saracenus
Mixibius saracenus är en djurart som tillhör fylumet trögkrypare, och som först beskrevs av Giovanni Pilato 1973.  Mixibius saracenus ingår i släktet Mixibius och familjen Hypsibiidae. Inga underarter finns listade i Catalogue of Life.